# Mera (dona de Tegeates)
Mera (en grec antic Μαῖρα, Maira), va ser, segons la mitologia grega, una heroïna arcàdia filla d'Atles i esposa del rei Tegeates, un dels fills de Licàon. Tegeates és l'epònim de la ciutat de Tegea.
Mera va ser la mare de Limó i Escefre, i també de Cidó, Arquedi i Gortis. Es conta que Limó va matar el seu germà Escefre. Els fets van anar així: Apol·lo i Àrtemis van voler venjar les negatives d'hospitalitat que havia tingut la seva mare Leto, mentre encara els duia al ventre. Van arribar al Peloponès, al regne de Tegeates, on els va acollir Escefre, que es va posar a parlar en privat amb Apol·lo. El seu germà Limó ho va veure i es va pensar que malparlaven d'ell, i el va matar. Àrtemis el travessà amb una de les seves fletxes. Quan Tegeates i Mera es van assabentar que els déus eren allí, els van oferir sacrificis, però les divinitats, inflexibles, van marxar, deixant el país sotmès a una fam horrible. Quan van consultar l'oracle de Delfos, els va dir que havien de tributar honors fúnebres a Escefre. A Tegea es va constituir una festa anual en el seu honor, en la qual es recordava la persecució de Limó per part d'Àrtemis.
Mera tenia la seva tomba al costat de la del seu marit, a l'àgora de Tegea.